# Aeroporto de Praga
O Aeroporto de Praga Václav Havel (em checo: Letiště Václava Havla Praha) (IATA: PRG, ICAO: LKPR), antigo Aeroporto Internacional Praga Ruzyně (em checo: Mezinárodní letiště Praha-Ruzyně) é o maior aeroporto da República Checa e um dos mais importantes aeroportos na Europa Central. Fica em Praga, localizado a cerca 20 quilômetros a oeste do centro da cidade.

## Descrição
O aeroporto tem duas pistas em serviço, designadas por 06/24 (3 600 m) e 12/30 (3 150 m, até Maio 2010 conhecida como 13/31). No Terminal 1 é despachar linhas para países fora do Acordo de Schengen, no Terminal 2 todas as linhas para os países que partilham a zona Schengen e os terminales 3 e 4 são para despachar aviões privados e VIP.
Desde os anos 1990, o aeroporto Praga-Ruzyně anotou expansão grande e no ano 2011 embarcou quase 12 milhões passageiros. Desde 2004 existe também uma linha aérea direita para Lisboa, que é operada pela TAP Portugal sete vezes por semana. (Irregularmente estão a operar também charter voos para Faro no Algarve, Funchal na Madeira e Fortaleza no Brasil.) O aeroporto é o hub da Czech Airlines (ČSA) e a Travel Service (companhia aérea de voos charter e low-cost, vendidas sob a marca SmartWings). 

## Lista das companhias aéreas e destinos

### Voos regulares
- Aeroflot (Moscovo-Sheremetyevo)
- Aer Lingus (Dublin)
- Air Europa (Madrid)
- Air France (Paris-Charles de Gaulle, Lyon)
- Air Moldova (Chisinau)
- Alitalia (Roma-Fiumicino)
- Austrian Arrows (Viena)
- Belavia (Minsk)
- Bmibaby (Manchester, East Midlands)
- British Airways (Londres-Heathrow)
- Brussels Airlines (Bruxelas)
- City Airline (Gotemburgo)
- Czech Airlines, opera em Almaty, Amesterdão, Atenas, Barcelona, Beirute, Belgrado, Berlim (Tegel), Bolonha, Bratislava, Brno, Bruxelas, Bucareste (Otopeni), Budapeste, Cairo, Colónia, Copenhaga, Damasco, Dublin, Düsseldorf, Ekaterinburg, Frankfurt, Hamburgo, Hanôver, Helsínquia, Istambul (Atatürk), Kiev (Boryspil), Kosice, Cracóvia, Larnaca, Ljubljana, Londres (Heathrow), Madrid, Manchester, Marselha, Milão (Malpensa), Minsk, Moscovo (Sheremetyevo), Munique, Nova Iorque (JFK), Odessa, Oslo, Ostrava, Paris (Charles de Gaulle), Riga, Roma (Fiumicino), Rostov, Samara, Skopje, Sófia, Split, Estocolmo (Arlanda), São Petersburgo, Estugarda, Tallinn, Tbilisi, Tel Aviv, Tessalónica, Toronto (Pearson), Veneza, Vilnius, Yerevan, Varsóvia, Zagreb e Zurique.
- Delta Air Lines (Atlanta, Nova Iorque-JFK)
- EasyJet, opera em Bristol, East Midlands, Londres (Gatwick e Stansted), entre Milão (Malpensa)
- El Al (Tel Aviv)
- Emirates Airlines (Dubai)
- Finnair (Helsínquia)
- Germanwings (Colónia)
- Iberia, opera em Madrid
- Jet2.com, opera em Belfast, Edimburgo, Leeds
- KLM (Amsterdão)
- Korean Air(Seul-Incheon)
- LOT Polish Airlines (Varsóvia)
- Lufthansa, opera em Frankfurt, Düsseldorf, Hamburgo, Munique, Estugarda.
- Luxair (Luxemburgo, Saarbrücken)
- Norwegian Air Shuttle (Bergen, Copenhaga, Oslo, Rygge, Stavanger, Trondheim)
- Polet Airlines (Voronezh)
- Rossiya (São Petersburgo)
- Ryanair (Birmingham, Dublin, East Midlands, Frankfurt-Hahn, Stockholm-Skavsta)
- Scandinavian Airlines (Copenhaga, Estocolmo (Arlanda))
- Smart Wings (Barcelona, Chania, Dubai, Girona, Heraklion, Larnaca, Madrid, Palma de Maiorca, Paris-Charles de Gaulle, Rome-Fiumicino, Valência)
- Swiss International Air Lines (Zurique, Basileia/Mulhouse, Genebra)
- TAP Air Portugal (Lisboa)
- TAROM (Bucareste)
- Turkish Airlines (Istambul-Atatürk)
- Ural Airlines (Ekaterinburgo)
- Wizzair (Bergamo, Charleroi, Eindhoven, Roma-Fiumicino)
- Yamal (Tyumen)

### Carga
- China Airlines Cargo (Abu Dhabi, Luxemburgo, Taipei-Taiwan Taoyuan)
- Exin (Bruxelas, Leipzig/Halle, Londres-Luton)
- FedEx (Paris-Charles de Gaulle)
- Farnair Switzerland (Colónia/Bona)
- TNT (Brno, Liege)
- Silver Air (Ostrava)